# Слюсарний провулок (Харків)
Слюсарний провулок — провулок у Київському районі Харкова. Пролягає від проспекту Героїв Харкова до перехрестя Громадянської вулиці з Скрипниківським узвозом. Слюсарний провулок перетинає Миколаївську вулицю. Рух односторонній.

## Історія
Виникнення провулка відносять до середини XVIII століття. Його назва фактично не змінювалась. Він називався також Слюсарською вулицею. Забудова провулка серйозно постраждала під час німецько-радянської війни.

## Будинки
- Будинок № 1/11 — будинок на розі з проспектом Героїв Харкова. Пам'ятка архітектури Харкова, охорон. № 270. Побудований у 1809 році за проєктом Є. О. Васильєва для першого капельмейстера Харківського університету Івана Матвійовича Вітковського[1].
- Будинок № 10 — пам'ятка архітектури Харкова, охорон. № 342. Житловий будинок початку XX століття, можливо 1900 року. Архітектор невідомий. За списками домовласників 1909 року будинок належав колезькому асесору А. В. Лабінському[2].
- З непарного боку квартал між Миколаївською вулицею і Скрипниківським узвозом займає ТРЦ «Нікольський».